# Realna projektivna ravnina
| Temeljni mnogokotnik Projektivne ravnine. | Möbiusov trak, ki ima samo en rob, lahko zapremo v projektivno ravnino tako, da zlepimo nasprotna odprta robova. | Kleinova steklenica je Möbiusov trak zaprt v valj. |

Realna projektivna ravnina (oznaka {\displaystyle \mathbb {R} \mathbb {P} ^{2}\,}) je v matematiki kompaktna neorientabilna dvorazsežna mnogoterost, ki je ne moremo vložiti v običajni trirazsežni prostor brez tega, da bi sekala samo sebe. Ima Eulerjevo karakteristiko enako 1. Ni omejena in ni orientabilna, nima robov oziroma mej, kot ploskev je resnična dvorazsežna mnogoterost. V nasprotju z Möbiusovim trakom realna projektivna ravnina nima robov. Realne projektivne ravnine ne moremo vložiti v trirazsežni evklidski prostor brez sekanja samega sebe.

## Zgledi
Projektivna ravnina ne more biti vložena v trirazsežni evklidski prostor.

### Projektivna sfera
Obravnavajmo sfero, na njej pa naj bodo veliki krogi kot »premice« in pari nasprotnih točk (antipodov) pa naj bodo »točke«. Takšen sistem dobro opisuje projektivno ravnino z značilnostmi
- katerikoli par velikih krogov se sreča na paru nasprotnih točk
- katerikoli par različnih nasprotnih točk leži na enem velikem krogu.

Če izenačimo vsako točko na sferi z njeno nasprotno točko, dobimo obliko, ki je realna projektivna ravnina, na kateri so točke projektivne ravnine resnično točke. 

### Boyjeva ploskev
Projektivna ravnina se lahko potopi (izvede se imerzija), kar pomeni, da lokalna okolica ne vsebuje sekanja samega sebe. Zgled imerzije je Boyjeva ploskev. 